# Маній Туллій Лонг
Маній Туллій Лонг (лат. Manius Tullius Longus; ? — 500 до н. е.) — політичний, державний та військовий діяч часів ранньої Римської республіки, консул 500 року до н. е.

## Життєпис
Походив з патриціанського роду Тулліїв. Його предки були родичами царя Сервія Туллія. Про батьків Туллія Лонга немає відомостей.
Брав участь у вигнанні царського роду Тарквініїв, згодом боровся проти повернення останніх до Риму. Також брав участь у війні проти етруського царя Порсени. У 500 році до н. е. його обрано консулом разом з Сервієм Сульпіцієм Камеріном Корнутом. Очолив війська проти міста-держави Фідени, завдавши його війську поразку. Втім самі Фідени захопити не зміг. Помер після повернення до Риму, впавши з колісниці під час подячного свята, влаштованого з нагоди покарання змовників — прихильників Тарквінія Гордого.